# Guitars from Nothing
Guitars From Nothing é o primeiro álbum dos Dead Combo gravado em 2002 apenas por Tó Trips, editado em 2007. Foi lançado em vinil num desafio lançado pela Rastilho Records. Guitars From Nothing foi limitado a 500 exemplares.

## Faixas
1. Prelude
2. Blues Column
3. Eléctrica Cadente
4. Paredes Ambience
5. Ribot
6. Tejo Walking
7. Um Homem Atravessa Lisboa na sua Querida Bicicleta
8. Sublime
9. Há Loop No Cais
10. Fiji Dream
11. Devil In The Train
12. The River
13. The End

## Ligações Externas
- Site Oficial
- Rastilho Records